# Mohammed Bouazizi
Tarek al-Tayyib Muhammad abo Bouazizi, mest känd som Mohammed Bouazizi, född 29 mars 1984, död 4 januari 2011, (arabiska: محمد البوعزيزي), var en tunisisk gatuförsäljare som brände sig själv den 17 december 2010, för att protestera mot konfiskeringen av hans varor och förnedringen som han utsattes för av en kvinnlig polis. Händelsen blev starten för protesterna i Tunisien 2010–2011 med dödliga demonstrationer och uppror över hela Tunisien som en protest mot sociala och politiska problem i landet. Ilska och våld intensifierades efter Bouazizis död, vilket ledde till att den dåvarande presidenten Zine El Abidine Ben Ali klev ner från makten efter 23 år och flydde i exil till Saudiarabien. Bouazizis protest ledde slutligen till protester i flera andra arabländer.
Efter att Bouazizi brände sig själv har flera andra efterliknat agerandet i andra arabländer i ett försök att få ett slut på förtrycket de får stå ut med från korrupta autokratiska regeringar. De har tillsammans med Bouazizi hyllats av vissa som "heroiska martyrer i en ny revolution i Mellanöstern".

## Tidigt liv och anställningssvårigheter
Mohammed Bouazizi, som gick under smeknamnet Basboosa, föddes i Sidi Bouzid i Tunisien den 29 mars 1984. Hans far, en byggarbetare i Libyen, dog av en hjärtattack när Bouazizi var tre år gammal, och hans mor gifte sig med Bouazizis farbror en tid efteråt. Han utbildades tillsammans med sina sex syskon i en lantlig skola med ett rum i en by som heter Sidi Salah. Även om flera medier rapporterade att Bouazizi hade en universitetsgrad påstod hans syster, Samia Bouazizi, att han aldrig hade gått ut gymnasiet, men att det var något han hade velat både för sig själv och för sina systrar. I och med att hans farbror var vid dålig hälsa och inte kunde arbeta regelbundet hade Bouazizi varit tvungen att ta olika jobb från att han var tio år, och under de senare tonåren slutade han skolan för att arbeta heltid.
Bouazizi levde i ett enkelt stuckaturhem omkring tjugo minuters gångpromenad från Sidi Bouzids centrum. Sidi Bouzid är en stad på landet i Tunisien som är nertyngd med korruption, och har en arbetslöshet beräknad till 30%. Bouazizis mor Mannoubia Bouazizi säger att han ansökte om att få gå med i armén, men nekades, och flera påföljande jobbansökningar avslogs också. Han stödde sin mor, farbror och sina yngre syskon, däribland att betala universitetskostnaderna för en av sina systrar, med de omkring 140 amerikanska dollar han tjänade varje månad. Han tjänade pengarna genom att sälja sina varor på gatan i Sidi Bouzid. Han arbetade även hårt för att köpa en arbetsbil, enligt hans syster Samia.

## Konfiskering av varor och självförbränning
Den lokala polisen hade riktat in sig på Bouazizi i flera år, även under hans barndom, och konfiskerade regelbundet hans lilla skottkärra med varor. Bouazizi hade dock få alternativ att tjäna sitt uppehälle på, så han fortsatte att arbeta som gatuförsäljare. På morgonen den 17 december 2010 hade han reducerat sina skulder med omkring 200 dollar för att köpa sina varor. Inte långt efter att han hade satt upp sin vagn konfiskerade polisen hans varor igen, till synes för att han inte hade tillåtelse att vara försäljare. Även om vissa källor hävdar att gatuförsäljning är förbjudet i Tunisien, och att Bouazizi inte hade den tillåtelse som behövdes, behövs ingen tillåtelse för att sälja varor från vagnar, enligt chefen på Sidi Bouzids huvudkontor för anställningar och oberoende arbete. Det hävdades även att Bouazizi inte hade kapital nog att muta poliserna att tillåta sin gatuförsäljning att fortsätta. Två av Bouazizis syskon anklagade myndigheterna för att försöka utpressa pengar från deras bror. Under en intervju med Reuters hävdade en av hans systrar att "Hur mycket förtryck tror du att det krävs för en ung man att göra såhär? En man som måste mata sin familj genom att köpa varor på kredit när de bötfäller honom ... och tar hans varor. De som inte har några kontakter eller pengar för mutor i Sidi Bouzid förnedras och förolämpas och tillåts inte att leva.
Bouazizi blev offentligt förnedrad när en 45 år gammal kvinnlig kommunaltjänstekvinna, Faida Hamdi, slog honom i ansiktet, spottade på honom, konfiskerade hans elektroniska vågar, och kastade iväg hans frukt- och grönsaksvagn, medan hennes två kollegor assisterade henne med att slå honom. Det påstods även att hon skymfade hans avlidna far. Hennes kön gjorde hans förnedring värre på grund av förväntningar i arabvärlden. Bouazizi, som blev arg över konfrontationen, gick till guvernörens kontor för att klaga. Efter guvernörens vägran att träffa eller lyssna på honom, trots att Bouazizi sade att "om du inte tar emot mig, kommer jag att bränna mig själv", köpte han en flaska bensin (eller två flaskor thinner), och vid 11:30 lokal tid (mindre än en timme efter dispyten) dränkte han sig själv i vätskan framför en lokal myndighetsbyggnad och tände eld på sig själv. Enligt Bouazizis mor, som inte visste om sin sons avsikt innan han utförde självförbränningen, begick han självmord eftersom han förnedrats och inte på grund av deras fattigdom. "Det gick djupt åt honom, det skadade hans stolthet", sade hon, och syftade på polisens trakasseri.

## Död och begravning

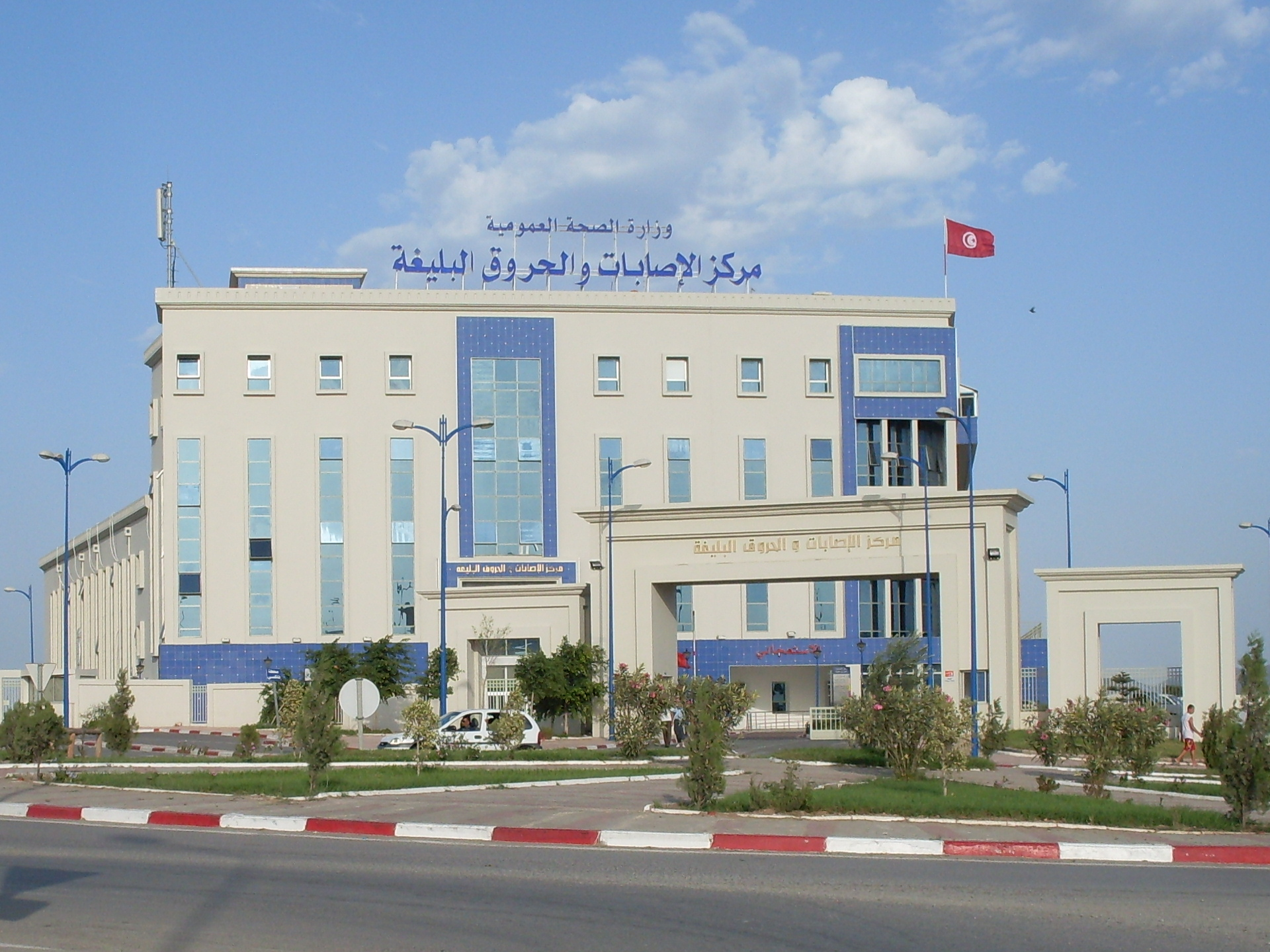
Ben Arous center för brännskador och trauma där Bouazizi dog.

Enligt familjen Bouazizis advokat hämtades Bouazizi av en ambulans till en medicinsk facilitet i Sidi Bouzid. När de inte kunde klara av hans allvarliga brännskador togs han till Sfax, mer än 110 km därifrån. När regeringens intresse i hans fall senare växte överfördes han till ett sjukhus i staden Ben Arous, vid dess center för brännskador och trauma, där han besöktes av den dåvarande presidenten Zine El Abidine Ben Ali. Han dog där, 18 dagar efter förbränningen, den 4 januari 2011, 17.30, lokal tid.
Fler än 5 000 personer beräknas ha deltagit i begravningsprocessionen som började i Sidi Bouzid och fortsatte till Bouazizis födelsestad, även om polisen inte tillät processionen att passera den plats där han hade bränt sig själv. Från publiken hördes många ropa "Farväl, Mohammed, vi kommer att hämnas dig. Vi gråter för dig i dag. Vi kommer att få de som orsakade din död att gråta." Han begravdes vid Garaat Bennour, drygt 15 km frånSidi Bouzid.

## Eftermäle

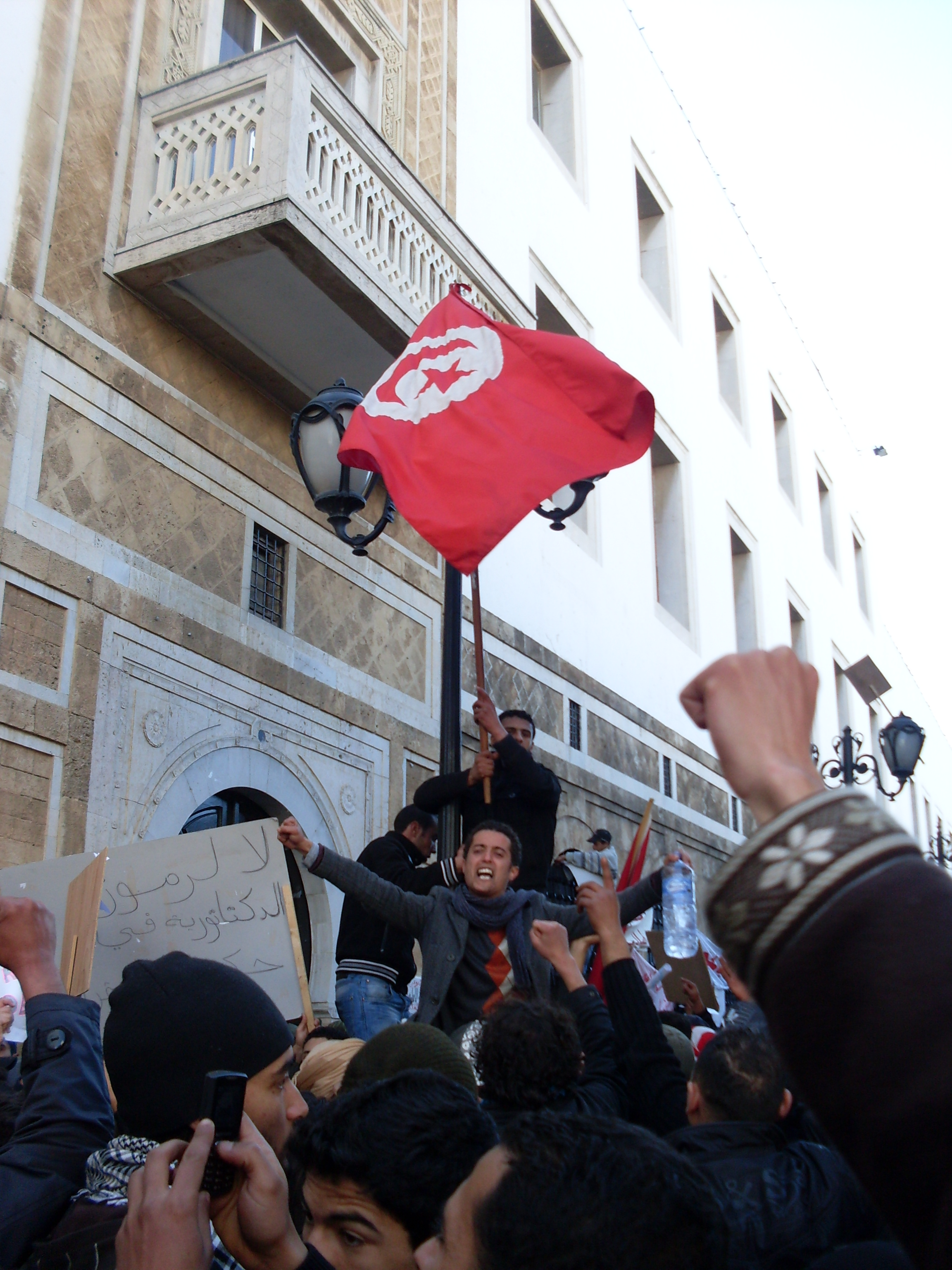
Gatuprotestanter i Tunisien.

Den 20 december 2010 avsattes den tjänstekvinna som antastade Bouazizi den dagen han brände sig själv, tillsammans med stadens generalsekreterare (guvernör). Avsättningen förnekades därefter av generalsekreteraren i Sidi Bouzid, Mohammed Saleh Messaoudi. Tjänstekvinnan, F. Hamdi, rapporterades ha avsatts från sina plikter och sedan det flytt staden. Det fanns även en rapport att hon arresterades på den dåvarande presidenten Ben Alis order, och att hon är fängslad i någon annan stad.
Protesterna började i Sidi Bouzid efter att folk blivit ilskna över de händelser som ledde till Bouazizis självförbränning. Bland protesterna var en marsch för att hylla Bouazizi dagen efter, som abrupt avslutades av polisen som sköt tårgas in i den fredliga folkmängden. Trots detta inträffade vidare protester då och då i mer än två veckor, trots att polisen försökte tysta ner, vilket dock bara ökade det som hade blivit en våldsam och dödlig rörelse. Efter Bouazizis död spreds protesterna och rörde sig mer välbemedlade områden, och till slut in i huvudstaden. Ilskan och våldsamheterna blev så intensiva att Ben Ali flydde Tunisien med sin familj. Han försökte först ta sig till Paris, men vägrades skydd av den franska regeringen. De välkomnades till slut in i Saudiarabien under ett antal förutsättningar, vilket avslutade hans 23 år långa diktatur och satte igång "argsint fördömande" bland saudiaraber. I Tunisien kvarstod oroligheterna medan en ny regim tog över, med många tunisiska medborgare som kände att deras behov fortfarande ignorerades.

### Liknande incidenter
Eftersom Bouazizi självförbränning ledde till en framgångsrik revolt mot Ben Alis regim har flera personer som efterliknat Bouazizis självförbränning i andra arabländer. I Algeriet brände Mohsen Bouterfif sig själv efter ett möte med en borgmästare som misslyckade med att hjälpa honom hitta arbete och husrum den 13 januari 2011. Han dog senare av sina skador. En annan algerisk man försökte men misslyckades att bränna sig själv. I Egypten brände Abdou Abdel-Moneim Jaafar, en 49 år gammal restaurangägare, sig själv framför det egyptiska parlamentshuset. I Saudiarabien dog en oidentifierad 65 år gammal man den 21 januari 2011, efter att ha bränt sig själv i staden Samtah, Jizan. Detta verkar ha varit kungadömets första kända fall av självförbränning. Time hävdar att andra självförbränningsfall inte har framkallat samma slags reaktioner som Bouazizis död gjorde i Tunisien, trots det faktum att Egyptens, Jemens och Jordaniens regeringar har erfarit stora protester och gjort eftergifter i gengäld sedan dess.
|                                         | Namn                      | Bostad        | Datum för självförbränning | Dödsdatum       | Källor        |
| --------------------------------------- | ------------------------- | ------------- | -------------------------- | --------------- | ------------- |
| 1                                       | Mohsen Bouterfif          | Boukhadra     | 13 januari 2011            | 16 januari 2011 | [ 39 ]        |
| 2                                       | Aouichia Mohammad         | Bordj Menaïel | 15 januari 2011            | —               | [ 40 ]        |
| 3                                       | Boubacar Boyden           | Jijel         | 15 januari 2011            | —               | [ 41 ]        |
| 4                                       | Mamier Lotfi              | El Oued       | 16 januari 2011            | —               | [ 42 ]        |
| 5                                       | Senouci Touat             | Mostaganem    | 16 januari 2011            | —               | [ 40 ]        |
| 6                                       | Yacoub Ould Dahoud        | Tidjikdja     | 17 januari 2011            | 22 januari 2011 | [ 40 ]        |
| 7                                       | Abdou Abdel-Moneim Jaafar | El-Qanater    | 17 januari 2011            | —               | [ 36 ] [ 40 ] |
| 8                                       | Mohammed Farouk Hassan    | Kairo         | 18 januari 2011            | —               | [ 43 ]        |
| 9                                       | Ahmed Hashim al-Sayyed    | Alexandria    | 18 januari 2011            | 18 januari 2011 | [ 44 ] [ 45 ] |
| 10                                      | Mohammed Ashour Sorour    | Cairo         | 18 januari 2011            | —               | [ 44 ]        |
| 11                                      | Oidentifierad             | Samtah        | 21 januari 2011            | 21 januari 2011 | [ 37 ] [ 38 ] |
| 12                                      | Hasan Ali Akleh           | al-Hasaka     | 26 januari 2011            | 26 januari 2011 | [ 46 ] [ 47 ] |
| "—" betyder att vederbörande överlevde. |                           |               |                            |                 |               |